# Pomerium
Pomerium ist der lateinische Begriff für die Grenze zwischen eigentlichem Stadtgebiet und Umland. Innerhalb des pomerium galten besondere Regelungen, zum Beispiel das Bestattungsverbot. Die Festlegung dieser Grenze als rituelles Ende einer Stadtgründung geht auf die Etrusker zurück. Die Etymologie ist bislang ungeklärt: In der Antike diskutiert wurde eine Ableitung von post bzw. pone murum (hinter der Mauer) oder von promoerium (vor der Mauer).

## Rom

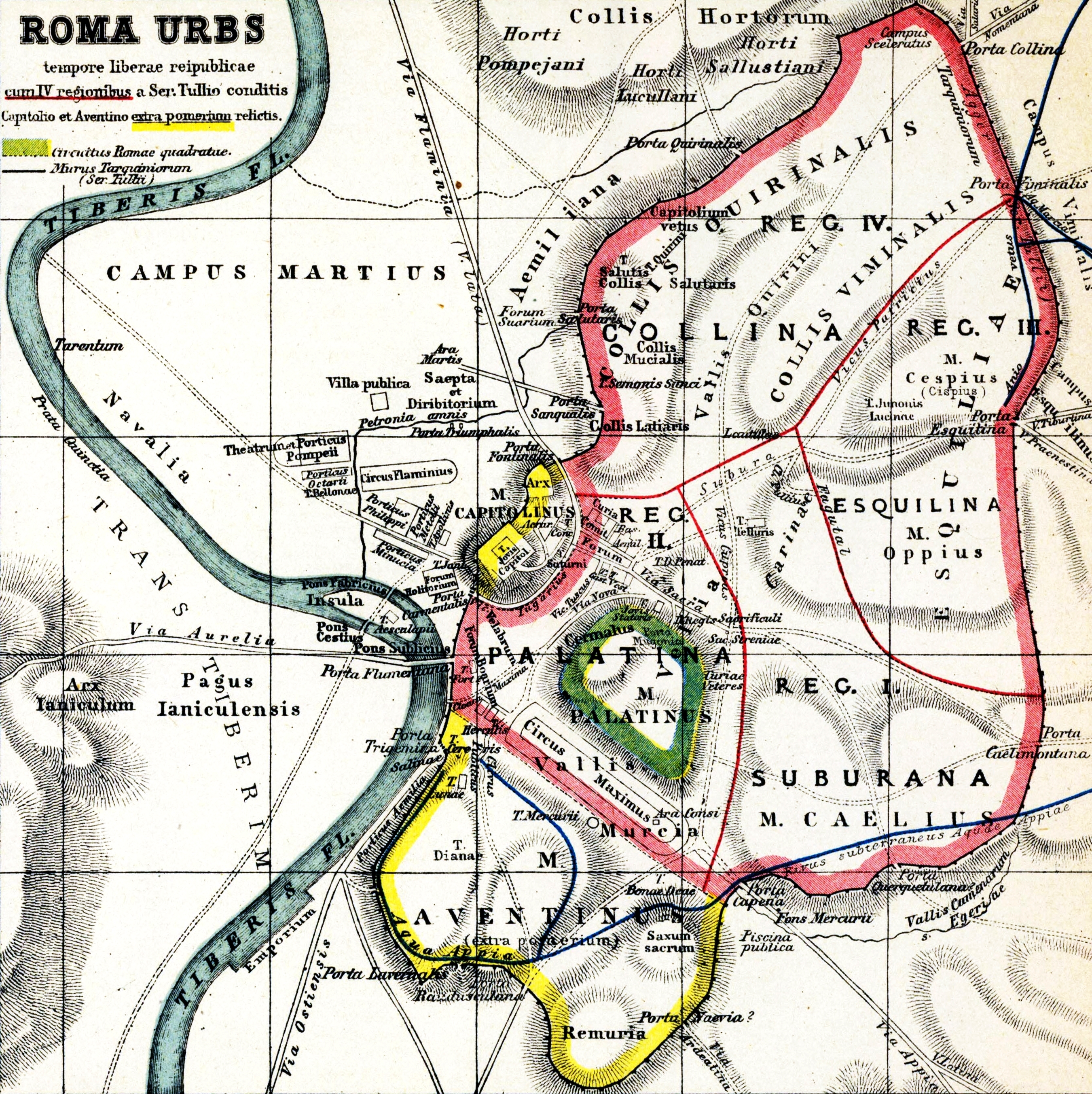
Zu Beginn des 20. Jahrhunderts vermuteter Verlauf des pomerium zu Zeiten der Römischen Republik mit dem Kapitol außerhalb.

Besondere Bedeutung hatte das römische pomerium, die heilige Grenze der Stadt Rom. Juristisch – genauer: sakralrechtlich – gesehen, existierte Rom nur innerhalb des pomerium, und alles außerhalb war einfach Land, das zu Rom gehörte. Der Legende nach wurde das pomerium von dem König Servius Tullius festgelegt, wobei es allerdings nicht der Linie der ebenfalls ihm zugeschriebenen Servianischen Mauern folgte, so dass seine Beteiligung daran ohnehin unwahrscheinlich ist.
Das pomerium war keine Mauer, sondern eine gesetzlich und vor allem religiös definierte und durch weiße Steine (cippi) markierte Linie, teils wurde die Grenze (z. B. mit einem Pflug) als Linie in den Boden gezogen, die im Übrigen auch keineswegs das gesamte Gebiet der Stadt umfasste: Der Palatin lag innerhalb, der Aventin außerhalb des pomerium, die Curia Hostilia und der Comitia-Brunnen auf dem Forum Romanum, zwei besonders wichtige Orte der städtischen Regierung, lagen innerhalb, der Tempel der Kriegsgöttin Bellona und das Marsfeld (Campus Martius) außerhalb. In den beiden letzten Fällen hing dies damit zusammen, dass alles, was mit Krieg verbunden war, normalerweise außerhalb des pomerium zu bleiben hatte. Desgleichen hatte schon das Zwölftafelgesetz festgelegt, dass keine Toten innerhalb des pomerium bestattet werden dürften. Hieran hielt man sich (mit wenigen Ausnahmen wie Trajan) bis in die Hohe Kaiserzeit.
Das pomerium blieb offenbar bis zur Diktatur Sullas, um 80 v. Chr., unverändert. Einige Grenzsteine, die von Kaiser Claudius (41 bis 54 n. Chr.) herrühren, der das pomerium erweitern ließ, wurden in situ (d. h. am ursprünglichen Ort) gefunden, manche abseits ihrer ursprünglichen Position. Diese Steine markierten die Grenzen und relativen Dimensionen der Ausdehnung des pomerium unter Claudius, die durch Tacitus und die Lex de imperio Vespasiani aufgezeichnet wurde. Die Historia Augusta berichtet über Erweiterungen durch die Kaiser Augustus, Nero, und Trajan, wozu es im Falle von Nero und Trajan allerdings keine weiteren literarischen oder archäologischen Hinweise gibt. Für Augustus finden sich entsprechende Informationen auch bei Tacitus und Cassius Dio. Trotzdem wird die Erweiterung auch im Falle des Augustus umstritten diskutiert. Erweiterungen des pomerium wurden offenbar mit Erweiterungen des Herrschaftsgebiets des römischen Volkes begründet.

## Bedeutung
Religiöse und politische Zwänge verboten es gekrönten (auswärtigen) Herrschern, das pomerium zu betreten, mit dem Ergebnis, dass bei Staatsbesuchen Peinlichkeiten auftreten konnten; Kleopatra zum Beispiel betrat, als sie Caesar in Rom besuchte, niemals die „eigentliche“ Stadt.
Des Weiteren war es den Promagistraten und Generälen verboten, in ihrer Funktion die Grenze zu überschreiten, so dass sie ihr imperium im Moment des Übertritts automatisch niederlegten und als Privatleute (meist in der Toga) die Stadt betraten. Demzufolge hatte ein General, der anlässlich der Feier eines Triumphzugs angereist war, außerhalb des pomerium bis zu Beginn des Zuges zu warten. Nur im Rahmen eines Triumphes durfte der Feldherr in Waffen und mit seinen Soldaten das pomerium überschreiten, um den Göttern zu opfern. Die Comitia centuriata, die das römische Volk in Waffen repräsentierten, mussten auf dem Campus Martius außerhalb des pomerium tagen (siehe oben). Das Theater des Pompeius, in dem Caesar ermordet wurde, lag ebenfalls außerhalb und enthielt einen Anbau (curia Pompeia), wo der Senat ggf. einzelne Magistrate treffen konnte, denen es aus den genannten Gründen verboten war, das pomerium zu übertreten, ohne ihr imperium einzubüßen, und die man deshalb nicht in der Curia Hostilia empfangen konnte. Umgekehrt galten die Kompetenzen der Volkstribunen nur innerhalb des pomerium.
In der Kaiserzeit wurden viele der alten Vorschriften zunehmend locker gehandhabt; so erlosch das imperium der Kaiser beim Überschreiten des pomerium faktisch nicht, und in Gestalt der Prätorianergarde wurden bald auch bewaffnete Soldaten im Stadtgebiet stationiert. Andererseits legte noch Septimius Severus demonstrativ die Toga an, bevor er 193 erstmals als Kaiser und Imperator das pomerium überschritt. Die um 275 errichtete Aurelianische Mauer umschloss sehr viel Gebiet, das traditionell außerhalb des pomerium lag, wobei aber unklar ist, ob Kaiser Aurelian bei dieser Gelegenheit das pomerium vielleicht ein letztes Mal erweitern ließ, wie die Historia Augusta nahelegt. Mit der Christianisierung des Reiches in der Spätantike (ca. 300 bis 600) verlor das pomerium dann bald jede Bedeutung, auch wenn der Dichter Claudian es 404 noch einmal im Zusammenhang mit dem Triumphzug des Kaisers Flavius Honorius erwähnt.